# Hans Välimäki
Pour les articles homonymes, voir Välimäki.

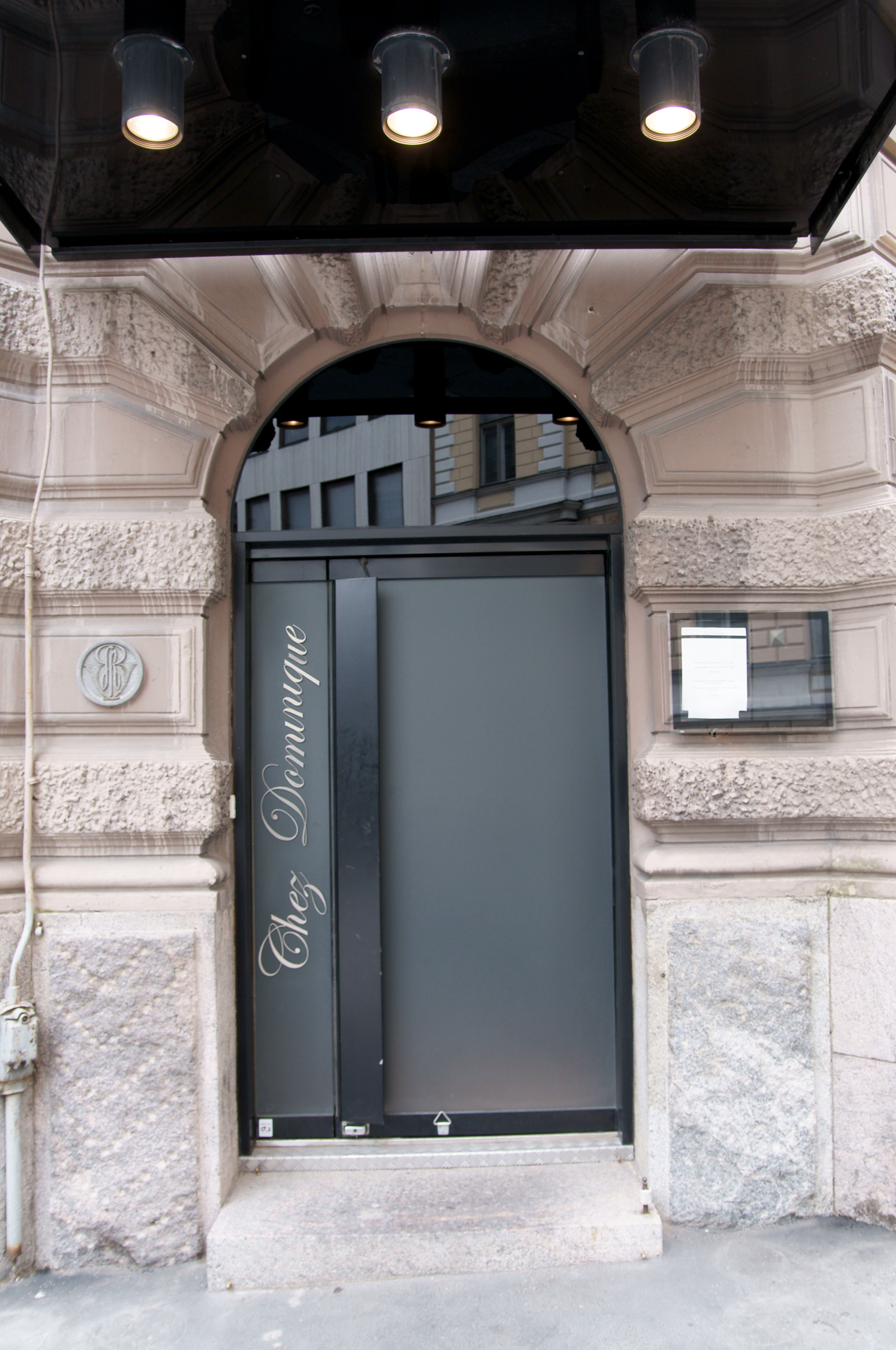
Entrée de Chez Dominique.

Hans Välimäki (né le 23 avril 1970) est un chef finlandais, et depuis 1998, était le propriétaire du restaurant maintenant fermé Chez Dominique. Välimäki est le juge en chef de l'émission culinaire Top Chef Suomi (en) sur Sub (en).
Välimäki est marié et père de quatre enfants.

## Prix et distinctions
- Première étoile Michelin 2001, deuxième étoile 2003
- Médaille d'Helsinki
- Restaurateur de l'année 2003, International Food & Beverage Forum